# Фронтіер (Північна Дакота)
Фронтіер (англ. Frontier) — місто (англ. city) в США, в окрузі Кесс штату Північна Дакота. Населення — 195 осіб (2020).

## Географія
Фронтіер розташований за координатами 46°48′2″ пн. ш. 96°49′59″ зх. д. / 46.80056° пн. ш. 96.83306° зх. д. (46.800442, -96.833179).  За даними Бюро перепису населення США в 2010 році місто мало площу 0,48 км², уся площа — суходіл.

## Демографія
Згідно з переписом 2010 року, у місті мешкало 214 осіб у 75 домогосподарствах у складі 67 родин. Густота населення становила 444 особи/км².  Було 76 помешкань (158/км²).
Расовий склад населення:
| - 98,6 % — білих - 0,9 % — чорних або афроамериканців |

До двох чи більше рас належало 0,5 %. Частка іспаномовних становила 0,5 % від усіх жителів.
За віковим діапазоном населення розподілялося таким чином: 20,6 % — особи молодші 18 років, 75,2 % — особи у віці 18—64 років, 4,2 % — особи у віці 65 років та старші. Медіана віку мешканця становила 43,5 року. На 100 осіб жіночої статі у місті припадало 103,8 чоловіків;  на 100 жінок у віці від 18 років та старших — 104,8 чоловіків також старших 18 років.
Середній дохід на одне домашнє господарство  становив 124 963 долари США (медіана — 117 917), а середній дохід на одну сім'ю — 133 070 доларів (медіана — 121 042). Медіана доходів становила 63 750 доларів для чоловіків та 45 000 доларів для жінок. 
Цивільне працевлаштоване населення становило 152 особи. Основні галузі зайнятості: освіта, охорона здоров'я та соціальна допомога — 25,7 %, роздрібна торгівля — 15,8 %, будівництво — 15,1 %.